# Arte urbano de Barcelona

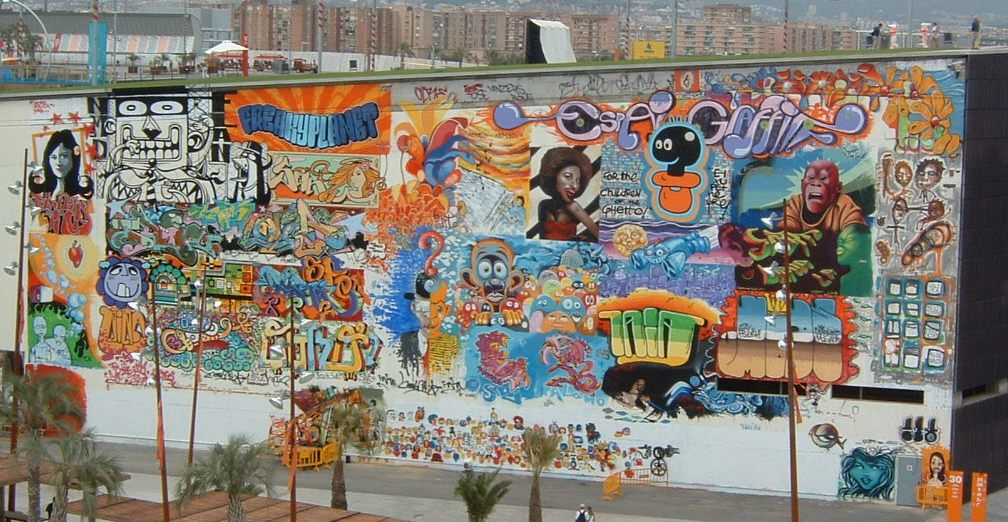
Espacio reservado para grafiti legal en el Fórum Universal de las Culturas 2004.

El arte urbano en Barcelona se ha desarrollado de forma más o menos continuada en la ciudad desde prácticamente su fundación, ya que la expresividad artística es una cualidad inherente al ser humano. Sea en forma más o menos elaborada, con más o menos artisticidad, y con multitud de técnicas y procedimientos para su elaboración, la plasmación del arte en la calle se ha realizado desde antaño generalmente de forma anónima y con múltiples vías de expresión, ya sea una simple pintada o inscripción, hasta la elaboración de complejos murales situados en las vías públicas. Al ser una expresión de la cultura popular, el arte urbano a menudo viene acompañado de mensajes de tipo reivindicativo, de signo social o político. En los últimos años, especialmente desde los años 1980, el arte urbano —también llamado popularmente grafiti— ha proliferado gracias a la cultura hip-hop procedente de Estados Unidos.

## Desarrollo histórico

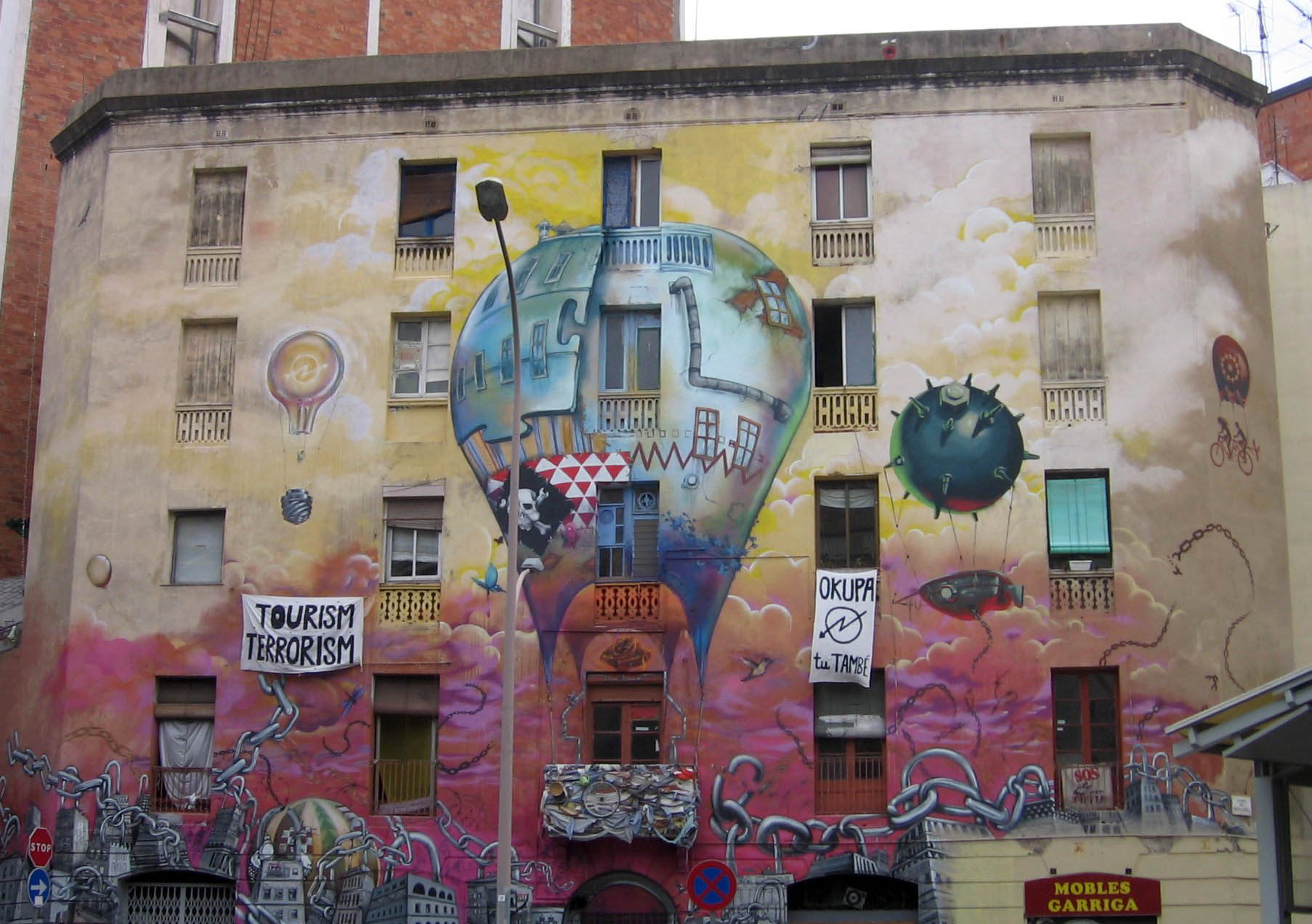
Grafiti en el centro social okupado La Carbonería

El grafiti es un tipo de inscripción realizada en paredes de edificios, efectuada por personas anónimas con el objetivo de expresar ideas, emociones o mensajes de todo tipo, pudiendo ser en forma escrita o en imágenes. Se consideran como grafiti desde las pintadas hechas con todo tipo de fines (vandálicos, obscenos, denunciatorios, reivindicativos) hasta la expresión artística por parte de aficionados al arte o el cómic, o simplemente jóvenes que muestran así su expresividad, siendo esa su forma de comunicarse con el mundo. Inicialmente, el término solía usarse para las inscripciones antiguas halladas en excavaciones arqueológicas, existiendo numerosas muestras sobre todo de la Antigua Roma, donde al parecer era una práctica habitual. Fue el arqueólogo italiano Raffaele Garrucci quien divulgó el término en medios académicos internacionales a mediados del siglo XIX.

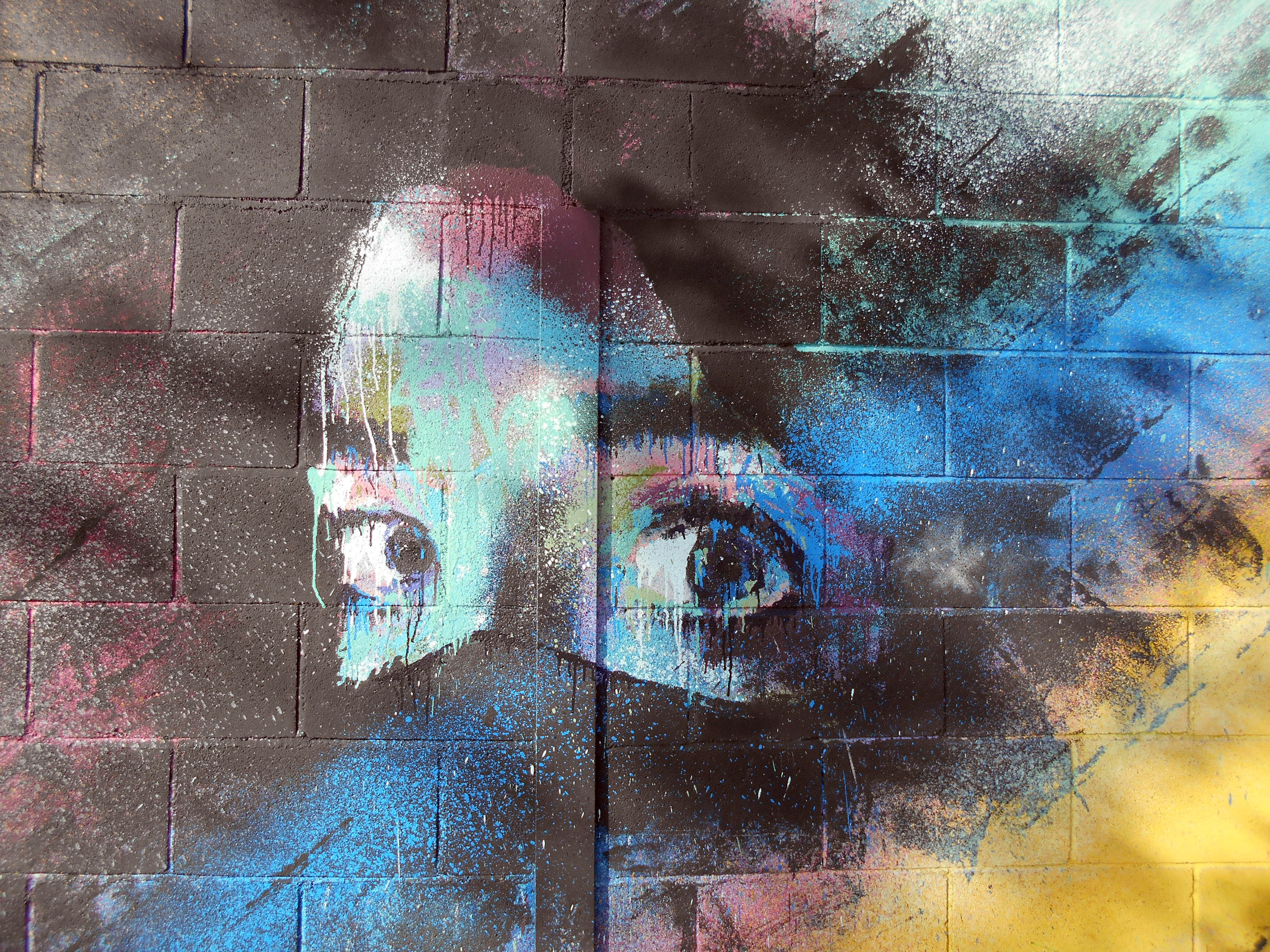
Grafiti en la plaza de las Glorias Catalanas

En Barcelona existen vestigios de grafiti desde la Edad Media: en la celda de San Miguel del claustro del monasterio de Pedralbes se conserva un grafito fechado en 1415, sobre una pintura de Ferrer Bassa. Ya en tiempos más recientes han proliferado especialmente las inscripciones de visitantes extranjeros en monumentos de la ciudad, así como evidencias grafómanas en espacios como ascensores y lavabos públicos; un fenómeno también muy usual son los corazones y mensajes de enamorados.

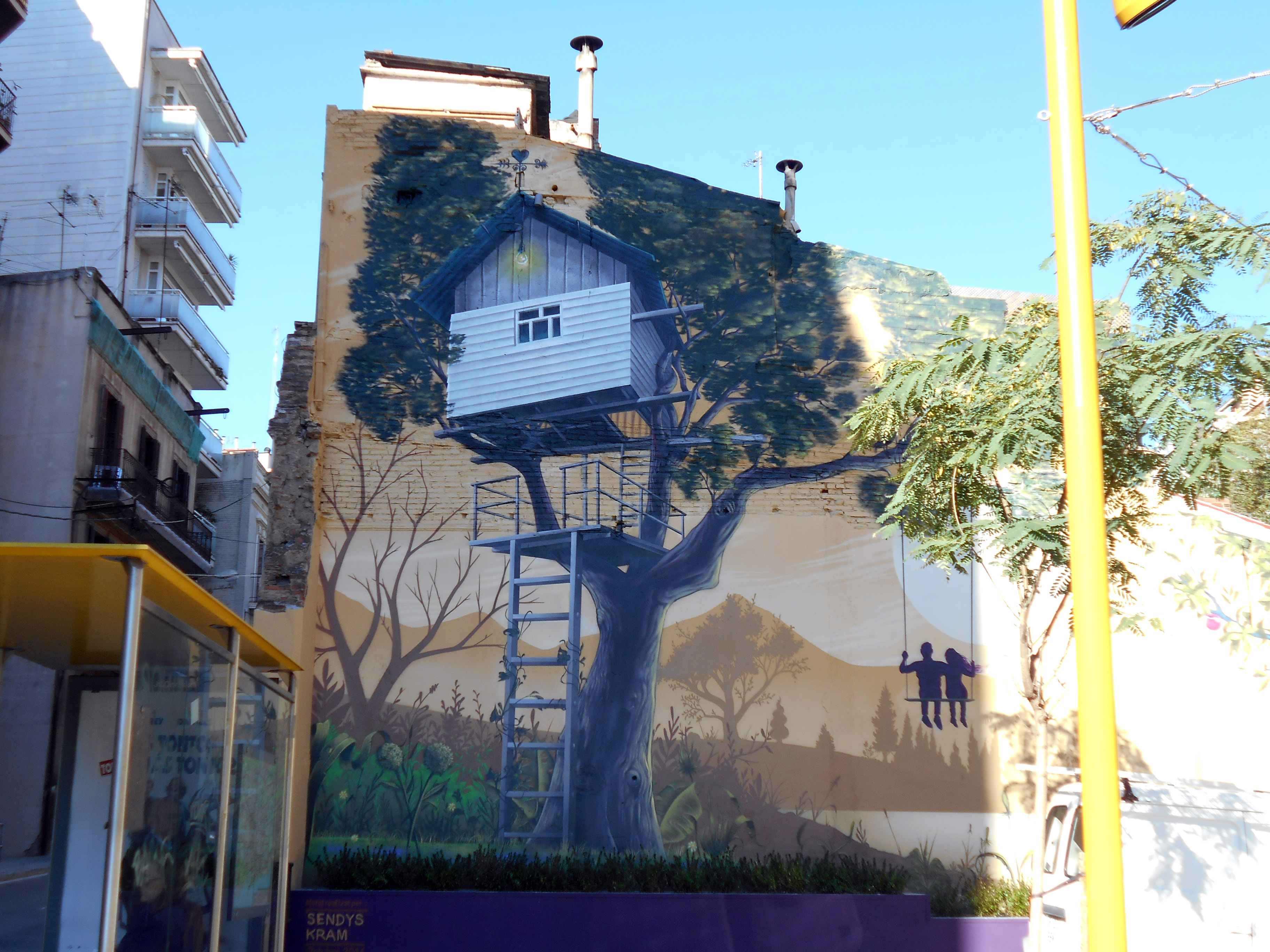
Grafiti en la avenida de Vallcarca

Desde los años 1960 las pintadas en espacios públicos aumentaron gracias especialmente a la publicidad, ya que a menudo eran reclamos para la venta de productos; un ejemplo de la época es «Beber es preciso: agua San Narciso». Durante este período fueron frecuentes igualmente los mensajes de reivindicación antifranquista: uno de los espacios más utilizados fue en este período la fachada de la Universidad de Barcelona. Durante la transición aumentó el número de murales pintados, especialmente en las escuelas; su proliferación fue objeto de estudio del historiador Alexandre Cirici.

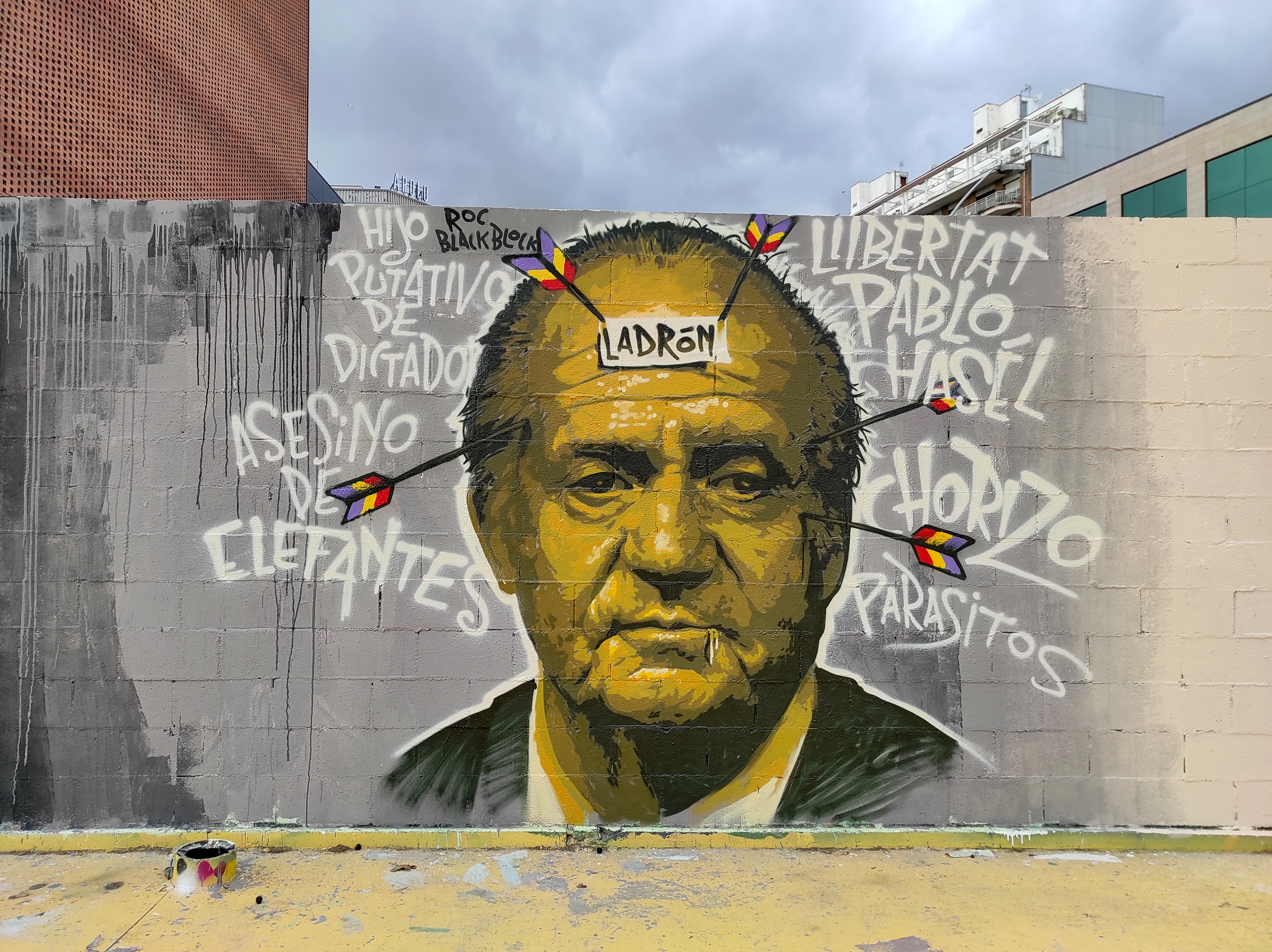
Grafiti de Roc Blackblock a favor de Pablo Hasél en los jardines de las Tres Chimeneas

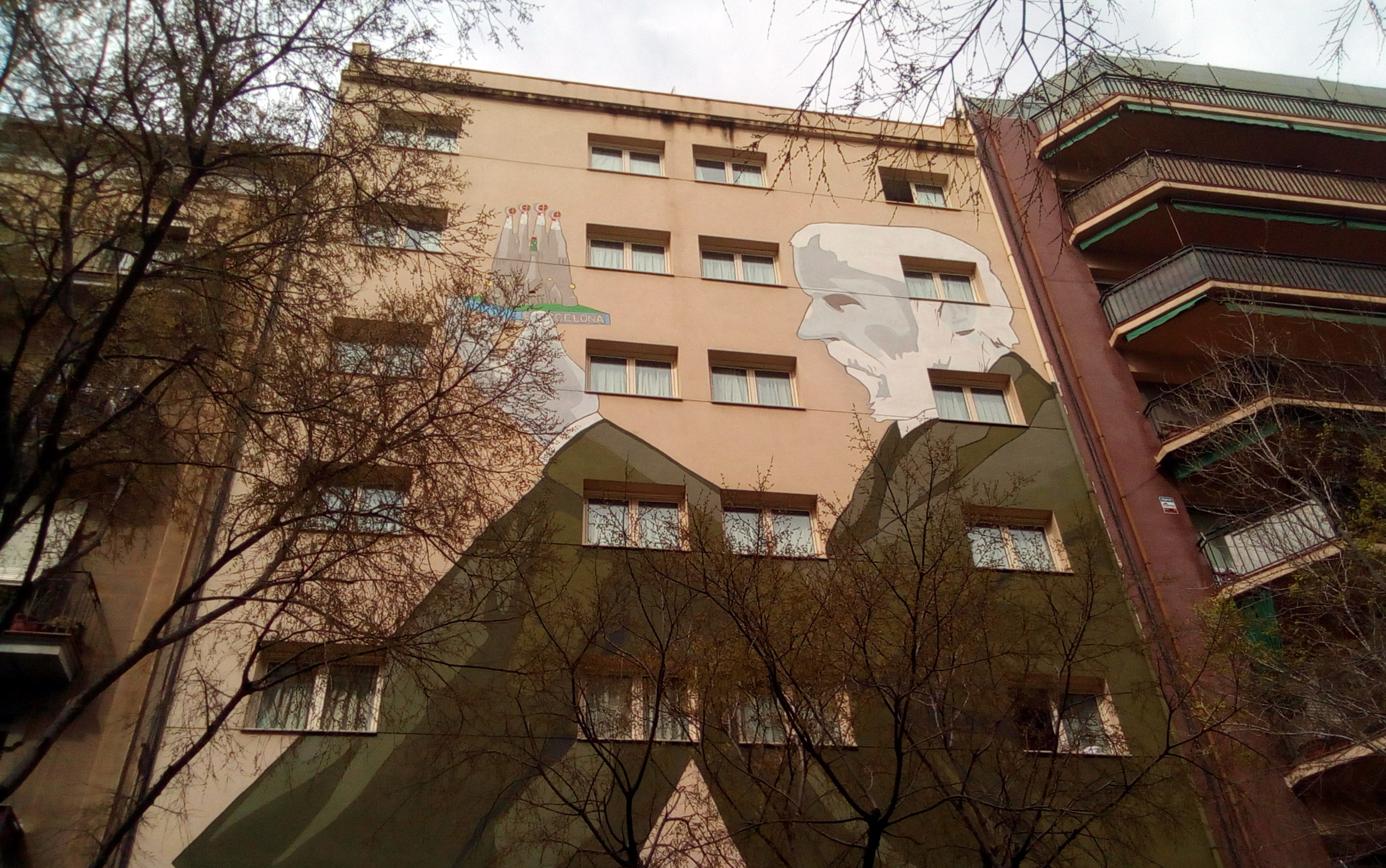
Gaudí contemplando un souvenir de la Sagrada Familia, C/ Córcega esquina Marina

Desde los años 1980 se desarrolló una nueva cultura de arte urbano procedente de Estados Unidos. En ese país el grafiti moderno se desarrolló vinculado con la música hip-hop, donde un factor esencial sería la inscripción del nombre del artista —generalmente un seudónimo— junto a la pintura realizada; el nombre se escribe de diversas formas: tag, de un color; throw-up, de dos colores; o piece, de tres colores. Desde finales de los años 1980 y en los 1990 se fueron adoptando nuevas técnicas como la aplicación de aerosol con plantillas, y el pegado de carteles y pegatinas, en una modalidad llamada post-graffiti o arte callejero (street art).
Con esta nueva cultura del grafiti aumentó notablemente la presencia de pinturas murales, generalmente en paredes de edificios y muros de cerca, pero también en puertas metálicas y cualquier superficie que se prestase a ello, como incluso vagones de tren o metro. Los grafiti modernos se realizan preferentemente con sprays, de forma individual o colectiva, y destacan por su rico cromatismo y una cierta tendencia barroca en las formas. Es un arte que asume su naturaleza efímera y, aunque a menudo se ha asociado al vandalismo, el Ayuntamiento de Barcelona ha buscado fórmulas para su inclusión de forma controlada en el paisaje urbano, por lo que hoy en día es una manifestación más del arte público de la ciudad. Así, la plataforma RebobinART gestiona la disponibilidad de espacio público para el arte urbano, promocionando artistas y organizando concursos y exposiciones. Otra iniciativa ha sido el festival Ús Barcelona, celebrado en 2014 y 2015, donde se ha dado a conocer la obra de diversos artistas internacionales.
Uno de los centros neurálgicos del arte urbano en la Ciudad Condal es el jardín de las Tres Chimeneas, junto a la avenida del Paralelo, una espaciosa plaza diseñada en torno a la cultura urbana, que contiene diversos muros habilitados para la práctica del grafiti. Esta zona es el centro del Urban Funke, un encuentro de cultura urbana en el que se celebran concursos de monopatín y grafiti, así como actuaciones de música electrónica y exhibiciones de hip-hop y break dance.

## Galería

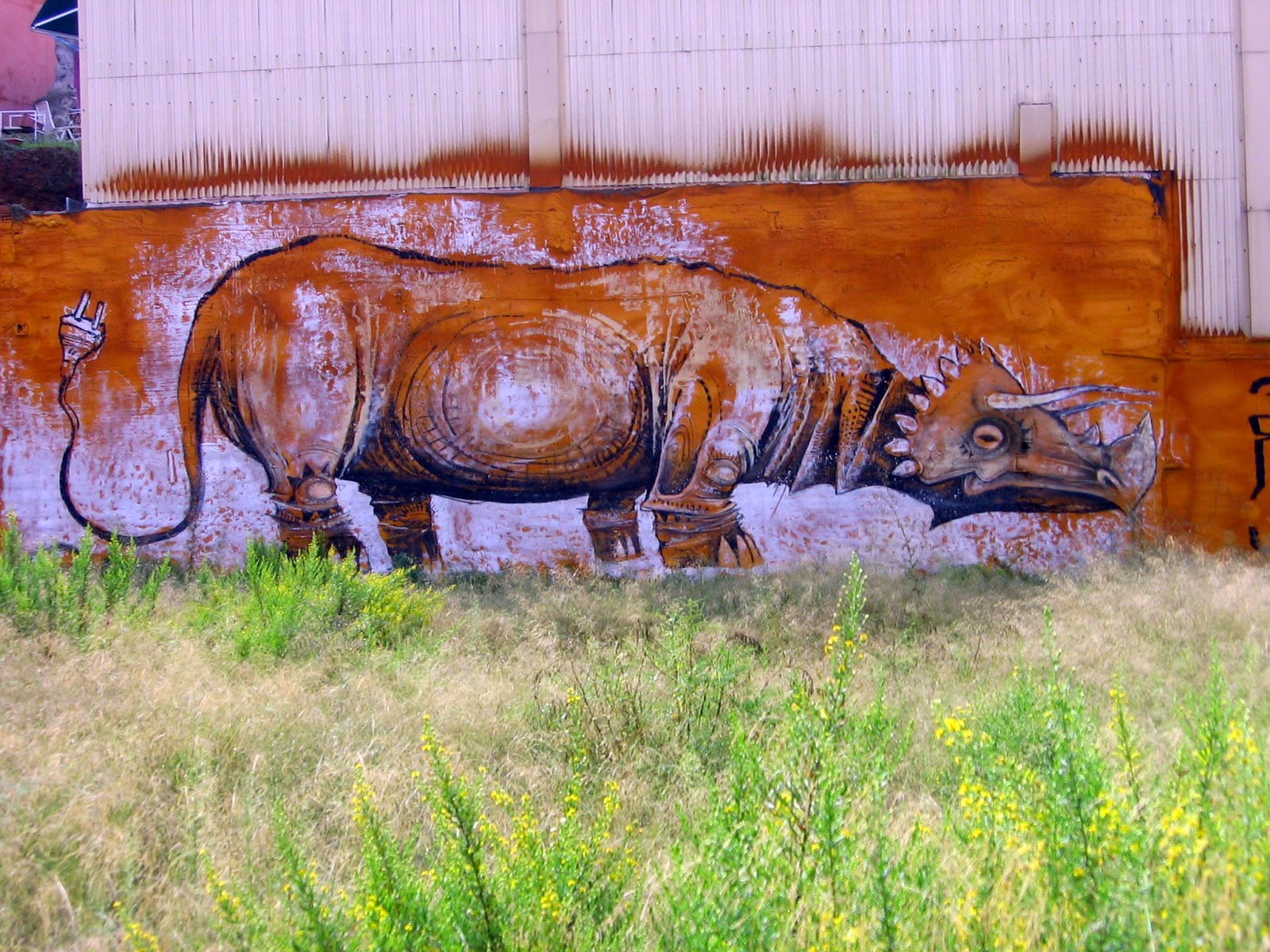
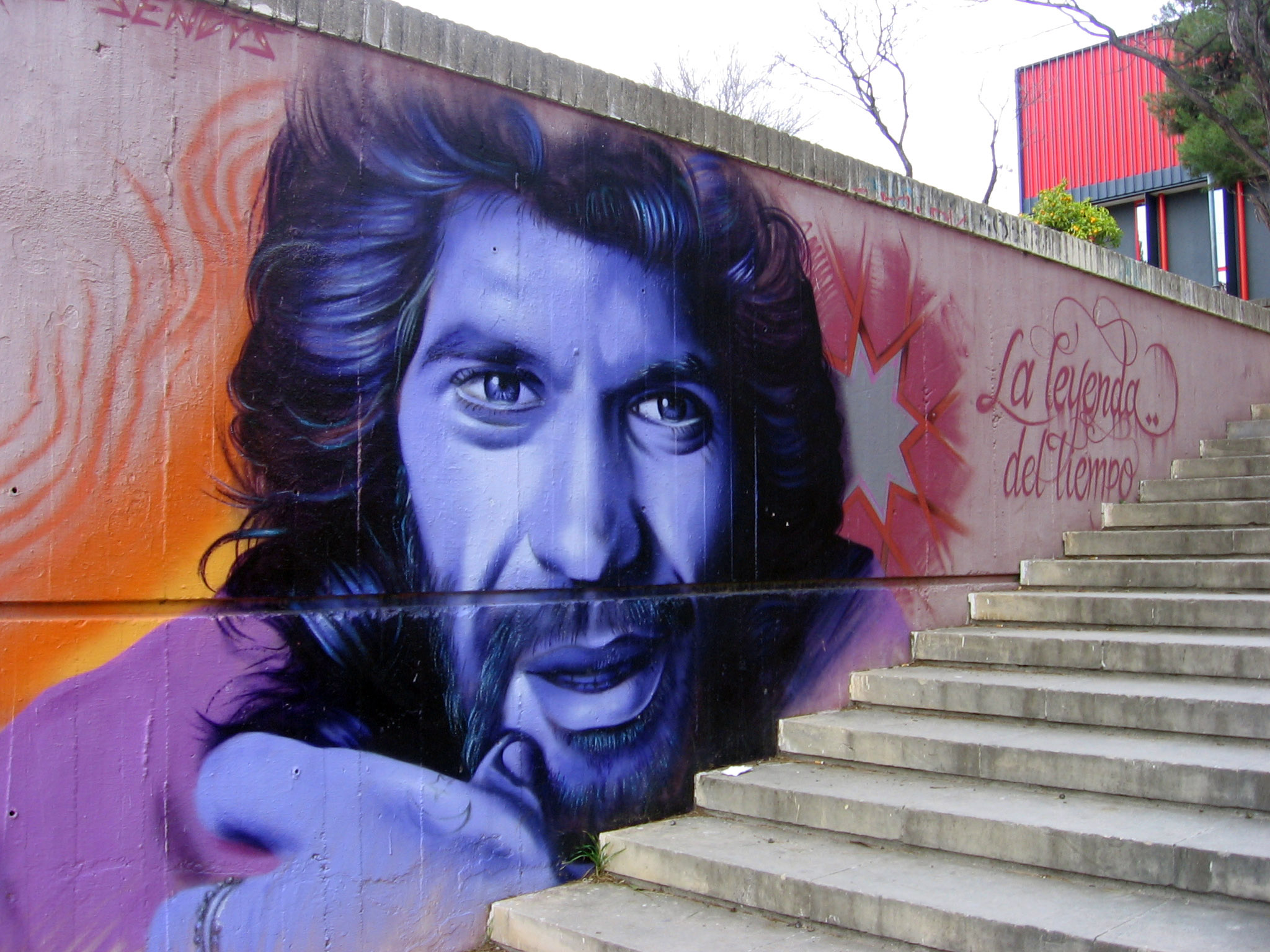
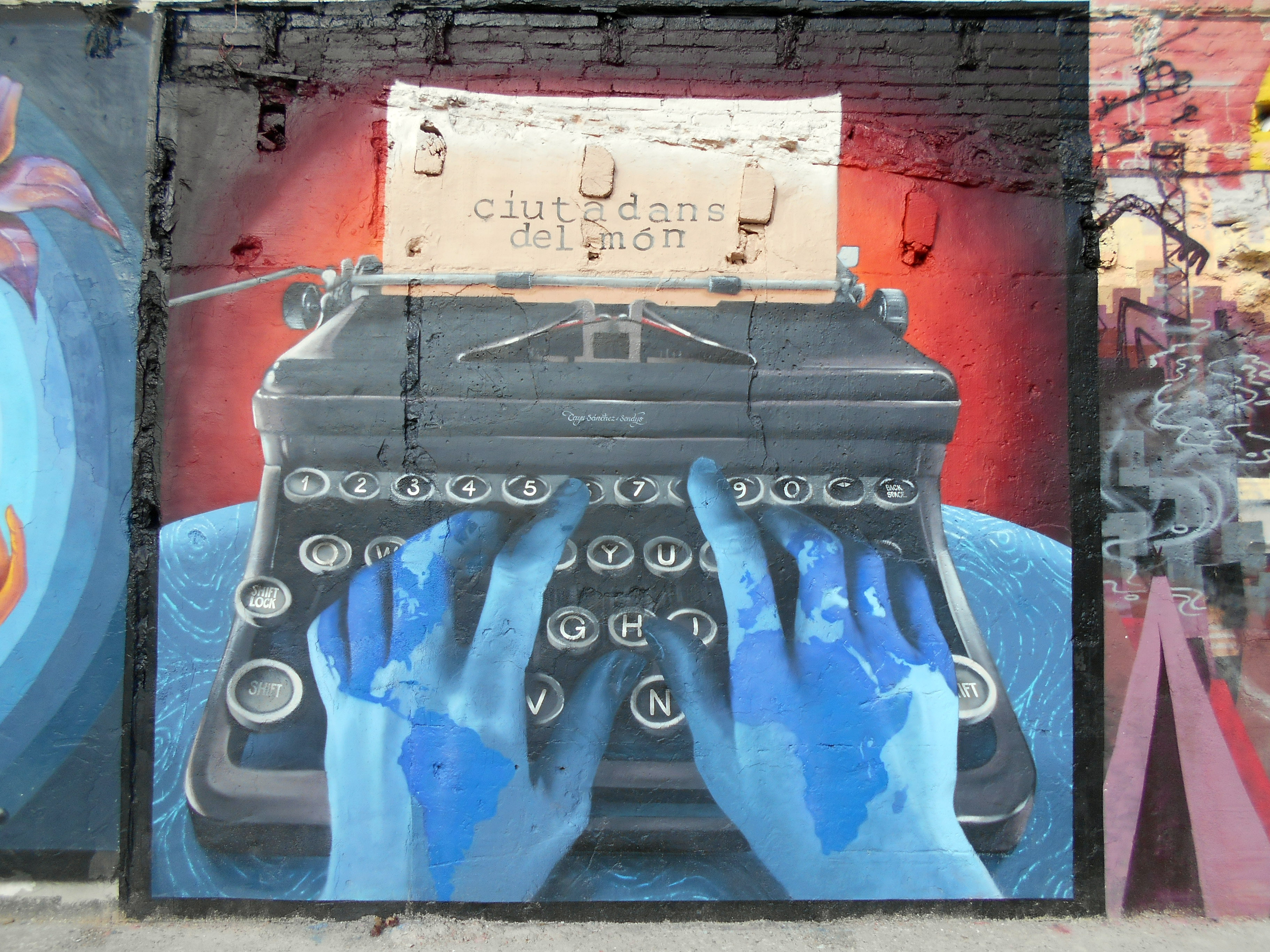
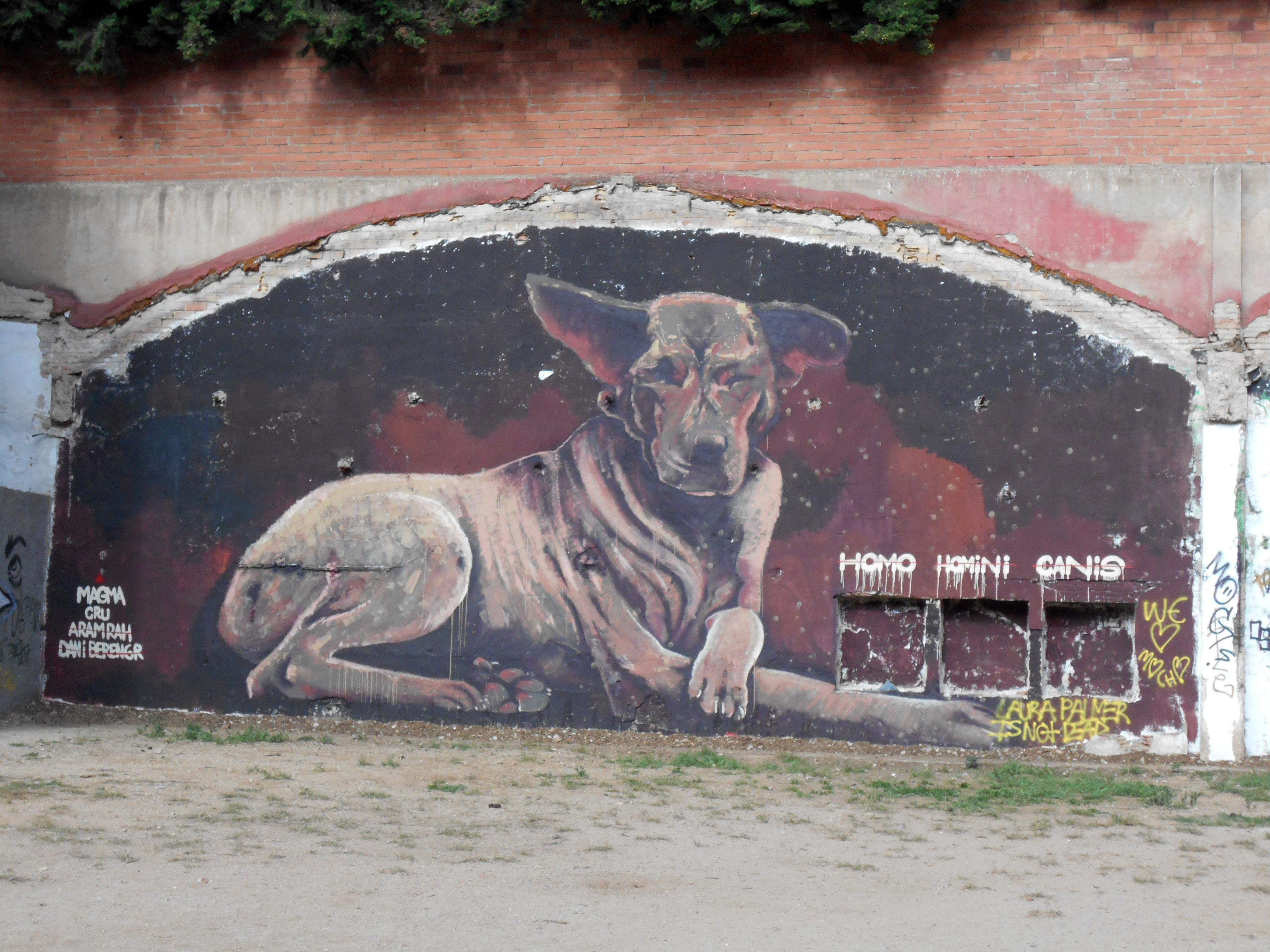
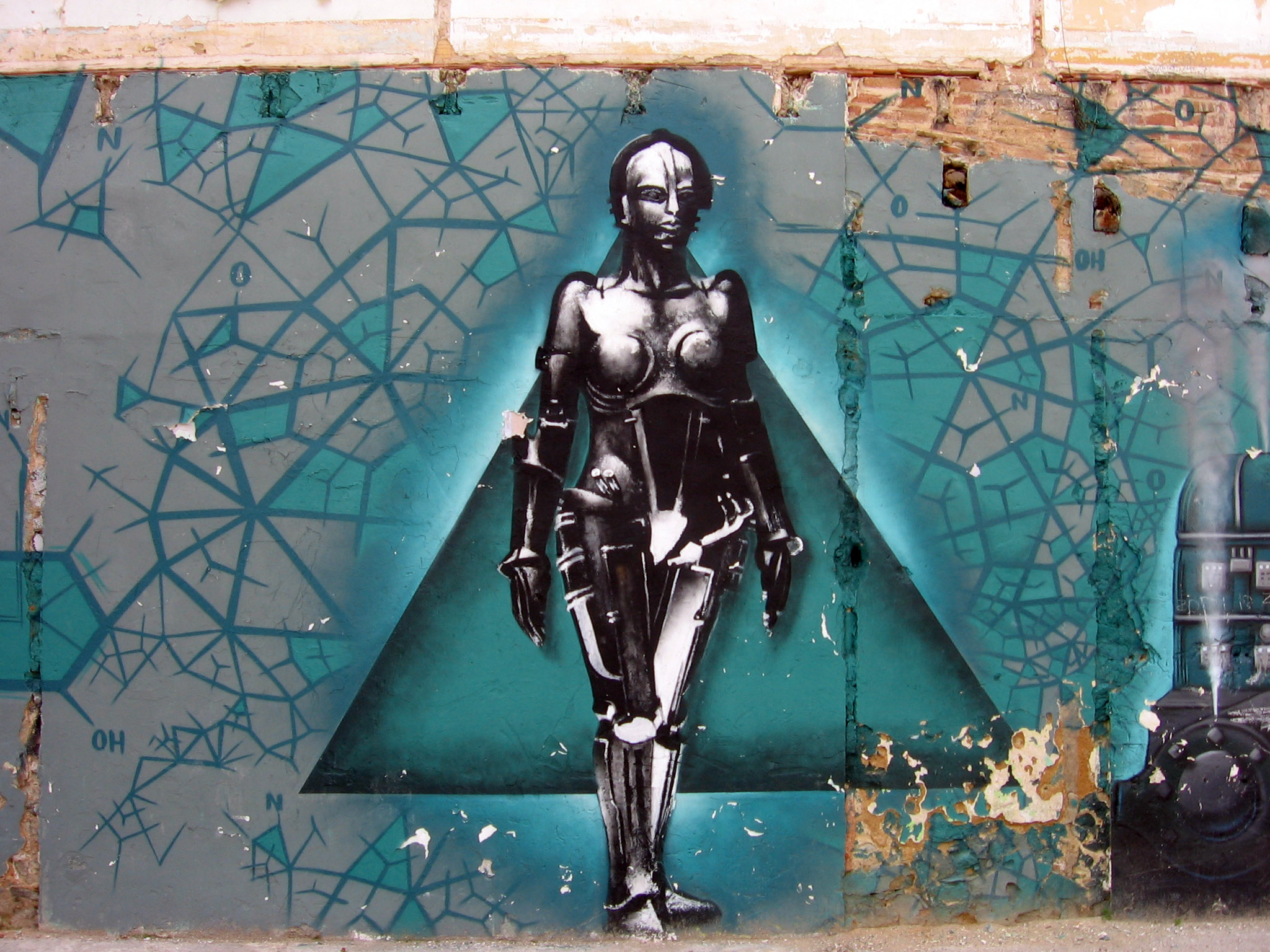
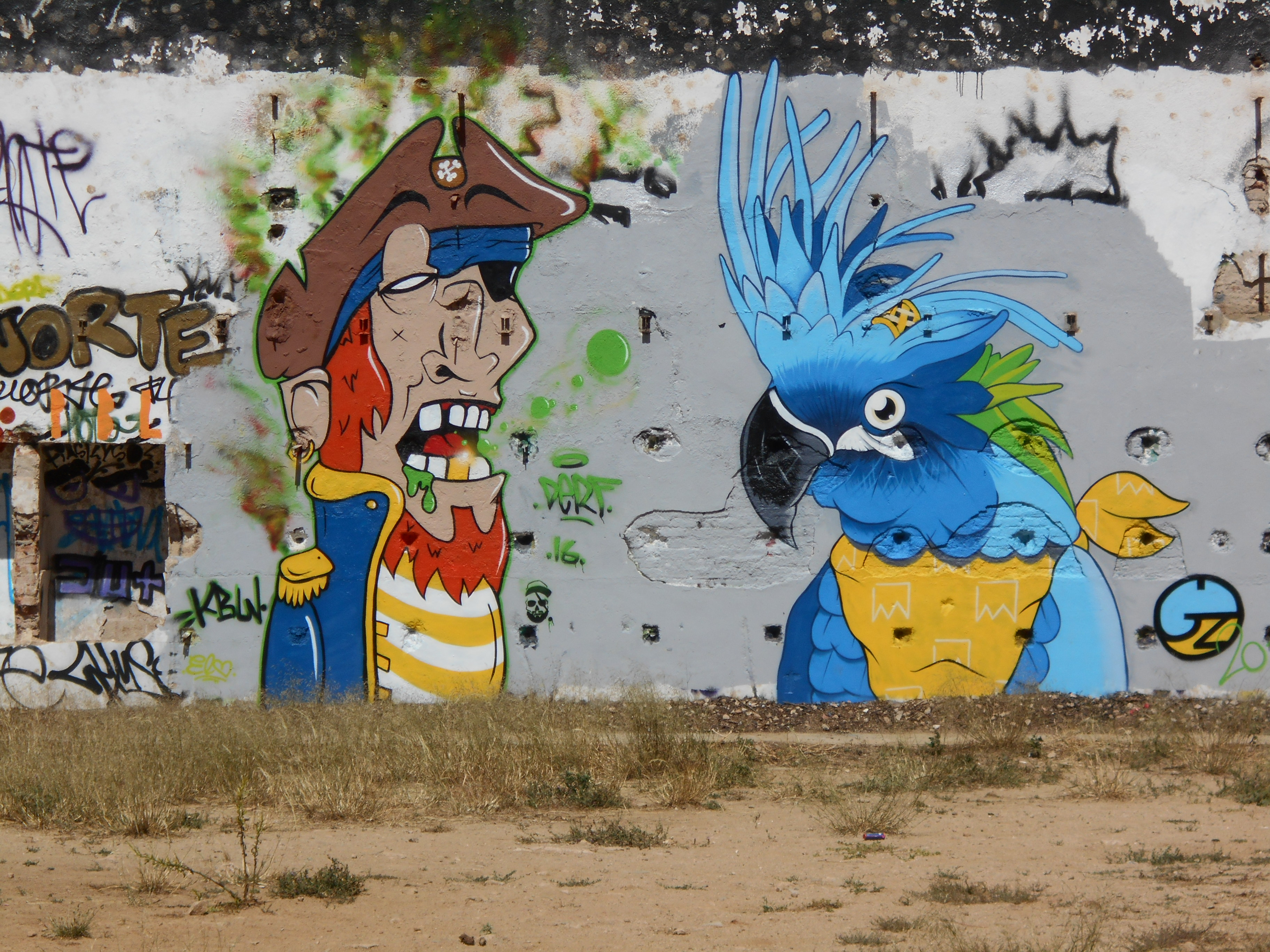